# Lagrezia
Lagrezia is een geslacht uit de amarantenfamilie (Amaranthaceae). De soorten uit het geslacht komen voor in Zuid-Mexico en op de eilanden in het westelijke deel van de Indische Oceaan.

## Soorten
- Lagrezia ambrensis Cavaco
- Lagrezia boivinii (Hook.f.) Schinz
- Lagrezia comorensis Cavaco
- Lagrezia decaryana Cavaco
- Lagrezia humbertii Cavaco
- Lagrezia linearifolia Cavaco
- Lagrezia madagascariensis (Poir.) Moq.
- Lagrezia micrantha (Baker) Schinz
- Lagrezia minutiflora Schinz
- Lagrezia monosperma (Rose) Standl.
- Lagrezia oligomeroides (C.H.Wright) Fosberg
- Lagrezia panicnlata Cavaco
- Lagrezia perrieri Cavaco
- Lagrezia suessengutbii Cavaco

... · 
Achyranthes · 
Aerva ·
Alternanthera ·
Amaranthus (Amarant) · 
Atriplex (Melde) · 
Axyris · 
Bassia (Zoutkruid) · 
Beta (Biet) · 
Blitum (Spiesganzenvoet) · 
Celosia · 
Chenopodium (Ganzenvoet) · 
Corispermum (Vlieszaad) · 
Dysphania · 
Halimione (Zoutmelde) · 
Halocnemum · 
Halothamnus · 
Haloxylon · 
Kochia · 
Krascheninnikovia · 
Polycnemum (Knarkruid) · 
Patellifolia · 
Ptilotus · 
Pupalia ·
Salicornia (Zeekraal) · 
Salsola (Loogkruid) · 
Spinacia · 
Suaeda · 
Traganum · 
...